# Rachanie (gmina)
Pour les articles homonymes, voir Rachanie.
Rachanie est une gmina rurale (gmina wiejska) du powiat de Tomaszów Lubelski, dans la Voïvodie de Lublin, dans l'est de la Pologne (capitale de la voïvodie).
Son siège administratif (chef-lieu) est le village de Rachanie, qui se situe environ 14 kilomètres (km) au nord-est de Tomaszów Lubelski (siège du powiat) et 105 kilomètres au sud-est de la capitale régionale Lublin.
La gmina couvre une superficie de 94,05 km2 pour une population de 5 676 habitants en 2006.

## Histoire
De 1975 à 1998, la gmina est attachée administrativement à l'ancienne voïvodie de Zamość.

Depuis 1999, elle fait partie de la nouvelle voïvodie de Lublin.

## Géographie
La gmina inclut les villages (sołectwa) de:

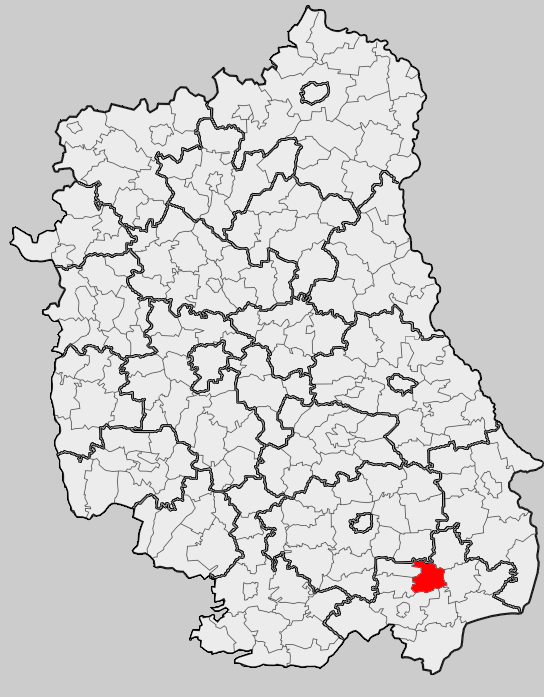
Position de la gmina dans la voïvodie

- Falków
- Grodysławice
- Grodysławice-Kolonia
- Józefówka
- Kociuba
- Kozia Wola
- Michalów
- Michalów-Kolonia
- Pawłówka
- Rachanie
- Rachanie-Kolonia
- Siemierz
- Siemnice
- Werechanie
- Werechanie-Kolonia
- Wożuczyn
- Wożuczyn-Cukrownia
- Zwiartówek
- Zwiartówek-Kolonia

### Gminy voisines
La gmina de Rachanie est voisine des gminy de
- Jarczów
- Komarów-Osada
- Krynice
- Łaszczów
- Tarnawatka
- Tomaszów Lubelski
- Tyszowce

## Structure du terrain
D'après les données de 2002, la superficie de la commune de Rachanie est de 94,05 kilomètres carrés, répartis comme telle :
- terres agricoles : 72 %
- forêts : 21 %

La commune représente 6,32 % de la superficie du powiat.

## Démographie
Données du 15 avril 2008
| Description        | Total  | Total | Femmes | Femmes | Hommes | Hommes |
| ------------------ | ------ | ----- | ------ | ------ | ------ | ------ |
| Unité              | Nombre | %     | Nombre | %      | Nombre | %      |
| Population         | 5 898  | 100   | 2 960  | 50     | 2 938  | 50     |
| Densité (hab./km²) | 61,7   | 61,7  | 30,9   | 30,9   | 30,8   | 30,8   |